# Sören Fenner
Sören Fenner (* 14. November 1967 in Dortmund) ist ein deutscher Schauspieler sowie Gründer und geschäftsführender Inhaber von Theapolis. Ehrenamtlich setzt er sich für ein besseres Arbeitsumfeld für die Darstellenden Künstler und Künste ein. Er lebt in Hamburg.

## Leben
Sören Fenner wuchs in Lübeck auf. Nach seinem Abitur 1986 am Johanneum zu Lübeck und Zivildienst im Universitätsklinikum Lübeck, absolvierte er seine Ausbildung zum darstellenden Künstler an der Stage School of Music, Dance and Drama in Hamburg, die er 1991 mit Diplom abschloss.
Von 1992 bis 1994 arbeitete er als Schauspieler am Landestheater Coburg. Danach gastierte er als freischaffender Musicaldarsteller. So spielte er u. a. den „Lumière“ in der europäischen Erstaufführung des Disney-Musicals Die Schöne und das Biest am Raimundtheater in Wien (1995–1997), den „Utterson“ in Jekyll & Hyde im Musicaltheater Bremen (2000/2001) und steppte den „Don Lockwood“, die Hauptrolle in Singin’ in the Rain, am Theater Hildesheim und an der Staatsoperette Dresden (2001/2002). Zudem war er Gastsolist bei zahlreichen Musicalproduktionen im In- und Ausland.

## theaterjobs.de / Theapolis
Im Jahre 2000 entwickelte Fenner die Internetplattform theaterjobs.de, auf der Theaterbetriebe ihre offenen Stellen kostenlos anbieten können. Die Notwendigkeit für diesen ersten Theater-Stellenmarkt im Internet erkannte Fenner im Laufe seiner Karriere als freischaffender Darsteller. Viele Theater schrieben ihre vakanten Stellen nicht öffentlich aus, sondern vergaben diese "unter der Hand". Mittlerweile ist theaterjobs.de der umfangreichste Theater-Stellenmarkt im deutschsprachigen Raum. Am 1. Februar 2016 wurde die Plattform in Theapolis umbenannt.

## Lehrtätigkeit
Sören Fenner war von 2005 bis 2016 Dozent für Stepptanz an der Joop van den Ende Academy in Hamburg. Außerdem bereitet er die Absolventen des Hamburgischen Schauspielstudios und der Theaterakademie Ludwigsburg auf den beruflichen Alltag vor: Präsentation, Selbstvermarktung, Networking, verhandeln, berufliches Umfeld sowie Vertrags- und Tätigkeitsarten. Er gab Seminare an der Hochschule für Musik Franz Liszt Weimar und bei den Bayreuther Dialogen.

## Ehrenämter
2005 gründete Sören Fenner zusammen mit dem Leiter des Hamburger Sprechwerks, Andreas Lübbers, die „Theater-Tafel“, ein Netzwerk-Treffen für Theaterleute in Hamburg und Berlin. Aus der Berliner Theater-Tafel entstand 2008 der Landesverband freie darstellende Künste Berlin e.V.
2007 gründete Fenner mit seinem Bruder Christian Fenner die Website „theaterblogs.de“, die unterschiedliche Blogs rund um das Thema „Theater“ vereint. 
Von 2008 bis 2014 war Sören Fenner Mitglied im Dachverband Freier Theaterschaffender Hamburg, von 2010 bis 2013 war er ehrenamtliches Vorstandsmitglied.
2009 trat Fenner in die GDBA (Gewerkschaft Deutscher Bühnen-Angehöriger) ein und war von 2012 bis 2015 Vertreter der Freischaffenden im Landesverband Nord sowie von 2013 bis 2015 auf Bundesebene Beiratsmitglied für die Berufsgruppe Tanz. Er war Mitglied der „AG-Freie“ der GDBA, die sich dafür einsetzte, eine Mindestgage im Gastvertragsrecht einzuführen und die Rechte von Freischaffenden Theaterleuten zu stärken, und Mitglied der „Zukunftswerkstatt“ der GDBA, einer Gruppe von Gewerkschaftsdelegierten, die 2014/15 Strategien zur Erneuerung der Gewerkschaft entwickelte. 2015 legte er nach Differenzen mit dem Hauptvorstand alle Ämter nieder und trat aus der GDBA aus.
Fenner war 2013 Mit-Initiator der „Koalition der Freien Hamburg“, ein Zusammenschluss freier Hamburger Künstler aller Sparten, die sich für eine Kulturpolitik einsetzt, die die Freie Szene stärker berücksichtigt: Mindesthonorare für Freie Künstler bei öffentlicher Förderung, preiswerte und nachhaltige Arbeitsräume sowie die Trennung der Bereiche Kunst und Kreativwirtschaft. 
Seit 2013 arbeitet Sören Fenner im Team der internationalen Initiative art but fair. Er ist Vorstandsmitglied von art but fair Deutschland e.V. Das Ziel dieser Organisation ist es, darstellende Kunst unter fairen Bedingungen zu produzieren: faire Vergütungen sowie faire Arbeits- und Förderbedingungen.